# Copa Interclubes Kagame 2018
La Copa Interclubes Kagame 2018 fue la 41.ª edición del torneo de fútbol a nivel de clubes más importante de África Oriental organizado por la CECAFA y que contó con la participación de 12 equipos.
El Azam FC de Tanzania salió campeón tras ganar en la final al Simba SC de Tanzania por un marcador de 2-1.

## Equipos participantes
La competición fue disputada por los siguientes equipos:
| Grupo A - Azam - Vipers - JKU - Kator | Grupo B - Rayon Sports - Gor Mahia - AS Port - LLB Académic | Grupo C - Simba - A.P.R. - Dekedaha - Singida United |

## Fase de grupos

### Grupo A
| Equipo | PJ | PG | PE | PP | GF | GC | Dif. | PTS |
| ------ | -- | -- | -- | -- | -- | -- | ---- | --- |
| Azam   | 3  | 2  | 1  | 0  | 5  | 3  | +2   | 7   |
| Vipers | 3  | 1  | 2  | 0  | 5  | 2  | +3   | 5   |
| JKU    | 3  | 1  | 1  | 1  | 4  | 3  | +1   | 4   |
| Kator  | 3  | 0  | 0  | 3  | 1  | 7  | −6   | 0   |

29 de junio
| JKU  | 1-1 | Vipers |
| Azam | 2-1 | Kator  |

1 de julio
| JKU  | 2-0 | Kator  |
| Azam | 1-1 | Vipers |

4 de julio
| Vipers | 3-0 | Kator |
| Azam   | 2-1 | JKU   |

### Grupo B
| Equipo       | PJ | PG | PE | PP | GF | GC | Dif. | PTS |
| ------------ | -- | -- | -- | -- | -- | -- | ---- | --- |
| Gor Mahia    | 3  | 1  | 2  | 0  | 4  | 2  | +2   | 5   |
| Rayon Sports | 3  | 1  | 2  | 0  | 5  | 3  | +2   | 5   |
| AS Port      | 3  | 1  | 1  | 1  | 2  | 3  | −1   | 4   |
| LLB Académic | 3  | 0  | 1  | 2  | 2  | 5  | −3   | 1   |

30 de junio
| LLB Académic | 1-2 | AS Port |

1 de julio
| Rayon Sports | 2-2 | Gor Mahia |

3 de julio
| Rayon Sports | 1-1 | AS Port   |
| LLB Académic | 2-2 | Gor Mahia |

5 de julio
| Gor Mahia    | 2-0 | AS Port      |
| Rayon Sports | 3-1 | LLB Académic |

### Grupo C
| Equipo         | PJ | PG | PE | PP | GF | GC | Dif. | PTS |
| -------------- | -- | -- | -- | -- | -- | -- | ---- | --- |
| Simba          | 3  | 2  | 1  | 0  | 7  | 2  | +5   | 7   |
| Singida United | 3  | 2  | 1  | 0  | 4  | 2  | +2   | 7   |
| APR            | 3  | 1  | 0  | 2  | 6  | 5  | +1   | 3   |
| Dekedaha       | 3  | 0  | 0  | 3  | 1  | 9  | −8   | 0   |

29 de junio
| Singida United | 2-1 | APR |

30 de junio
| Simba | 4-0 | Dekedaha |

2 de julio
| Singida United | 1-0 | Dekedaha |
| Simba          | 2-1 | APR      |

4 de julio
| Simba | 1-1 | Singida United |
| APR   | 4-1 | Dekedaha       |

## Fase final

### Cuartos de final
8 de julio
| Gor Mahia | 2-1 | Vipers  |
| Simba     | 1-0 | AS Port |

9 de julio
| Azam           | 4-2            | Rayon Sports |
| Singida United | 0-0 (pen. 3-4) | JKU          |

### Semifinales
11 de julio
| Gor Mahia | 0-2 (pro.) | Azam |
| Simba     | 1-0        | JKU  |

### Disputa del tercer lugar
13 de julio
| Gor Mahia | 2-0 | JKU |

### Final
13 de julio
| Simba | 1-2 | Azam |

#### Campeón
| Copa Interclubes Kagame 2018 |
| ---------------------------- |
| Azam 2º Título               |